# Uplay
Uplay és una plataforma de serveis de distribució digital, gestió de drets digitals, multijugador i comunicacions desenvolupada per Massive Entertainment per oferir una experiència similar als assoliments/trofeus que ofereixen altres companyies de videojocs. El servei es presta a diferents plataformes (PC, PlayStation 4, Xbox One, Wii U, PlayStation 3, Xbox 360, Facebook, iOS, Android, Windows Phone, OnLive). L'aplicació Uplay per a la Wii U es va llançar després del llançament de la consola l'1 de desembre de 2012 a la Nintendo eShop. Uplay s'utilitza exclusivament per a la distribució de jocs produïts per Ubisoft, i encara que alguns títols de tercers es venen a través de la botiga, no utilitzen la plataforma Uplay.
Al programari d'Uplay hi ha la gestió del propi perfil, un xat, la possibilitat de convidar amics, la possibilitat de guardar al núvol per al progrés del joc, l'acumulació de punts i el creixement del nivell de perfil.